# Amundsens Fram-Expedition/Mannschaftsliste
Dieser Artikel listet die Mannschaftsmitglieder der Fram-Expedition (1910–1912) unter der Leitung des norwegischen Polarforschers Roald Amundsen. Während dieser Expedition gelang das erstmalige Erreichen des geographischen Südpols.

Die Mitglieder der Fram-Expedition vor der Abreise in die Antarktis.

| Name                     | Lebensdaten  | Funktion                                                    |
| Küstengruppe             | Küstengruppe | Küstengruppe                                                |
| ------------------------ | ------------ | ----------------------------------------------------------- |
| Roald Amundsen           | 1872–1928    | Expeditionsleiter                                           |
| Helmer Hanssen           | 1870–1956    | Hundeführer und Navigator                                   |
| Sverre Hassel            | 1876–1928    | Hundeführer und Navigator                                   |
| Olav Bjaaland            | 1873–1961    | Verschiedene Aufgaben                                       |
| Oscar Wisting            | 1871–1936    | Navigator                                                   |
| Kristian Prestrud        | 1881–1927    | Navigator und Leiter der Ostgruppe, Zweiter Offizier        |
| Fredrik Hjalmar Johansen | 1867–1913    | Hundeführer                                                 |
| Jørgen Stubberud         | 1883–1980    | Zimmermann                                                  |
| Adolf Lindstrøm          | 1866–1939    | Koch und Zimmermann                                         |
| Schiffsgruppe            |              |                                                             |
| Thorvald Nilsen          | 1881–1940    | Oberleutnant und Stellvertretender Leiter; Kapitän der Fram |
| Frederick Gjertsen       | 1885–1958    | Erster Offizier                                             |
| Ludvig Hansen            | 1871–1955    | Matrose und Eislotse                                        |
| Martin Rønne             | 1861–1932    | Segelmacher und Navigator                                   |
| Andreas Beck             | 1864–1914    | Matrose und Eislotse                                        |
| Knut Sundbeck            | 1883–1967    | Mechaniker                                                  |
| Jacob Nødtvedt           | 1857–1918    | Zweiter Mechaniker                                          |
| Alexander Kutschin       | 1888–1913    | Ozeanograf                                                  |
| Karinius Olsen           | 1890–1973    | Koch und Zimmermann                                         |
| Halvardus Kristensen     | 1879–1919    | Matrose und später Dritter Mechaniker                       |